# Miloš M. Radović
Miloš M. Radović  (Postojna, 10. novembar 1953 — 26. februar 2025) bio je srpski pisac, dramaturg, televizijski i filmski scenarista, urednik u Igranom programu RTS.

## Biografija
Studirao filozofiju na Filozofskom fakultetu Univerziteta u Beogradu i dramaturgiju na Fakultetu dramskih umetnosti u Beogradu gde je diplomirao 1977. godine. Urednik, scenarista i dramaturg velikog broja televizijskih emisija, serija, tv drama i filmova. Autor je više pozorišnih komada i filmskih scenarija. Napisao zbirku pripovedaka Andrijanov papir.

## Pozorišni komadi
- Na tuđ račun
- Vešernica
- S.O.S.- Spasite naše duše[2] (drama izvedena u pozorištu Pod razno[3] i objavljena u časopisu Teatron,[4]
- Mržnja (objavljena u ediciji Ka novoj drami-savremena jugoslovenska drama)
- Božanska liturgija N. V. Gogolja
- Zumbilint

i drugi

## Filmski i televizijski scenariji
- Ljubav i krava - Nešto iz života (tv film)[5]
- Zoranka koju su napravili Stojan i Stojanka (scenario je nagrađen na opštejugoslovenskom konkursu Televizije Zagreb 1977. godine)
- Stan (tv drama, jugoslovenski predstavnik u zvaničnoj konkurenciji za Prix Italia 1980)
- Mrtvi ugao (filmski scenario po motivima novele A. Tišme, u saradnj sa Slobodanom Šijanom)
- Novčanik (tv drama)
- Beli mrs (tv film)
- Lumumba (filmski scenario)
- S.O.S.-Spasite naše duše ( filmski scenario )[6]
- Lopov, policajac i slučajni prolaznik ( filmski scenario )

i drugi

## Radio drame
- Nedostojni naslednik
- Stigao je Teodor

i druge

## Proza
Zbirka pripovedaka Andrijanov papir (Ibis, Dea 1996)

## Literatura
- Pozorište, pozorište II, Jovan Hristić
- Ko je Ko, pisci iz Jugoslavije 1994. priredio Milisav Savić